# John Robertson
John Neilson Robertson (20 de janeiro de 1953) é um ex-futebolista escocês que jogava na ala esquerda. Ele jogou pelo Nottingham Forest com o técnico Brian Clough e marcou o único gol na vitória por 1 a 0 na final da Liga dos Campeões de 1979-80 contra o Hamburgo.
Ele fez 28 jogos pela Seleção Escocesa, marcando 8 gols. Seu gols mais importante foram contra a Inglaterra em 1981 e contra a Nova Zelândia na Copa do Mundo de 1982.
Desde que se aposentou, ele passou a ser auxiliar técnico de Martin O'Neill, seu ex-companheiro de equipe no Nottingham Forest. O último trabalho de Robertson foi no Aston Villa entre 2006 e 2010.

## Carreira

### Nottingham Forest
Robertson se juntou ao Forest em maio de 1970, fazendo sua estréia pela equipe em outubro de 1970. Ele estava na lista de transferências antes de Clough se tornar manager. 
Robertson se tornou um jogador importante na ala esquerda sob o comando de Clough e jogou em 243 jogos consecutivos entre dezembro de 1976 e dezembro de 1980. 
Ele marcou o gol da vitória na Copa da Liga de 1978 contra o Liverpool, ele também marcou o gol da vitória na Liga dos Campeões de 1980 contra o Hamburgo.
Brian Clough, treinador de Robertson no Nottingham Forest, disse: "John Robertson era um jovem muito pouco atraente. Mas dê-lhe uma bola e um metro de grama, e ele virara um artista, o Picasso do nosso jogo ". Em sua autobiografia, Clough observou que "Raramente poderia ter havido um atleta profissional mais improvável ... [Ele era] desleixado, inadequado e desinteressado... mas algo me dizia que valia a pena perseverar com ele". mas que "Ele se tornou um dos melhores entregadores de uma bola de futebol que eu já vi - na Grã-Bretanha ou em qualquer outro lugar do mundo - tão bem quanto os brasileiros ou os italianos superdotados".
O capitão de Robertson no Forest, John McGovern, disse mais tarde que: "John Robertson era como Ryan Giggs, mas com dois pés bons. Ele tinha mais habilidade que Giggs, sua relação de criar gols era melhor e ele era o melhor" , enquanto o treinador do Forest, Jimmy Gordon, classificou Robertson como um jogador melhor do que Tom Finney e Stanley Matthews, alegando que ele "tinha algo a mais".

### Outros Clubes
Robertson foi vendido para o Derby County em junho de 1983, em uma transferência contestada (a taxa foi estabelecida por um tribunal) que azedou a relação entre Clough e seu ex-assistente Peter Taylor, mas ele teve uma lesão após se juntar à equipe e não conseguiu reproduzir o seu bom momento nos tempos do Forest. 
Embora ele tenha voltado ao Forest em uma transferência gratuita em agosto de 1985, ele permaneceu bem abaixo de seu antigo melhor e se mudou para o Corby Town F.C. no final da temporada 1985/86. Ele também teve passagens pelo Stamford F.C. e Grantham Town F.C.

## Pós Carreira
Em 1997, a revista FourFourTwo declarou que John Robertson foi o 63º dos 100 maiores jogadores de todos os tempos. Ele também foi eleito o jogador número 1 do Nottingham Forest de todos os tempos, com Stuart Pearce a ficar em segundo lugar, em uma pesquisa de 2005 conduzida por torcedores. Robertson manteve essa posição em 2015 em uma pesquisa para celebrar o 150º aniversário da Forest.

## Vida Pessoal
A filha de Robertson, Jessica, nasceu em 1983 com paralisia cerebral, o que a deixou tetraplégica e incapaz de falar ou controlar seus movimentos. Ela tinha uma expectativa de vida curta. Em 1994, Robertson e sua ex-esposa, Sally, processaram o hospital onde Jessica nasceu alegando que eles haviam causado danos cerebrais em 12 horas de atraso para realizar uma cesariana. No entanto, eles perderam o caso na Suprema Corte.
Robertson lançou sua autobiografia "Supertramp" em setembro de 2012. Ele torcia para o Rangers quando era criança, mas descreve seu tempo no Celtic como auxiliar técnico de Martin O'Neill como os melhores anos de sua vida no futebol.
Robertson sofreu uma suspeita de ataque cardíaco enquanto jogava tênis com o ex-companheiro de equipe, Liam O'Kane, em 23 de agosto de 2013.

## Títulos
Nottingham Forest
- Primeira Divisão: 1977–78
- Copa da Liga: 1977–78, 1978–79
- Supercopa da Inglaterra: 1978
- Liga dos Campeões: 1978–79, 1979–80
- Supercopa da UEFA: 1979
- Copa Anglo-Escocesa: 1976–77